# Colaptes auratus
Il picchio dorato (Colaptes auratus Linnaeus, 1758) è un uccello appartenente alla famiglia Picidae diffuso in America centro-settentrionale.

## Descrizione

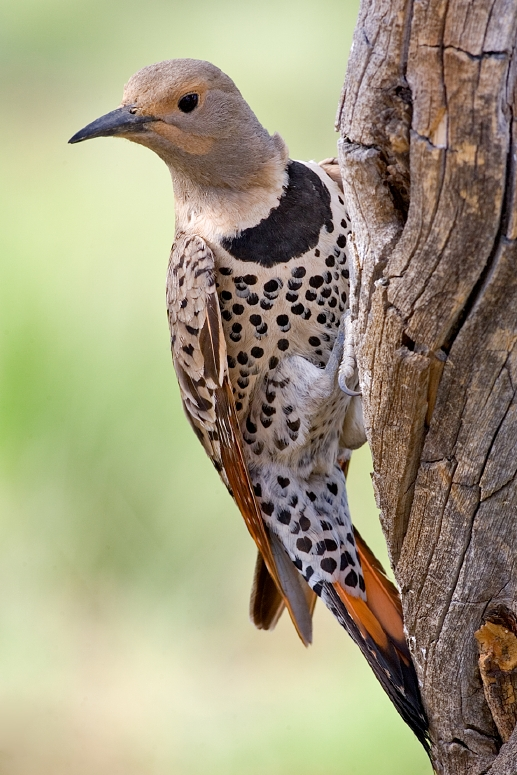
Esemplare femminile di C. auratus

Il picchio dorato misura circa 32 cm di lunghezza. La sua caratteristica più evidente è la macchia nera a forma di mezzaluna sul petto, appena sotto la gola. Il corpo è di una tonalità bruno-dorata con macchie nere sul petto, barre alari nere, capo grigio e una macchia rossa sulla nuca. Il groppone, di colore bianco, è visibile solo in volo, così come la colorazione vivace (gialla negli individui orientali e rossa in quelli occidentali) della parte inferiore delle ali e della coda. Vi è un leggero dimorfismo sessuale: il maschio presenta infatti delle striature nere sotto gli occhi, assenti nelle femmine.

## Biologia

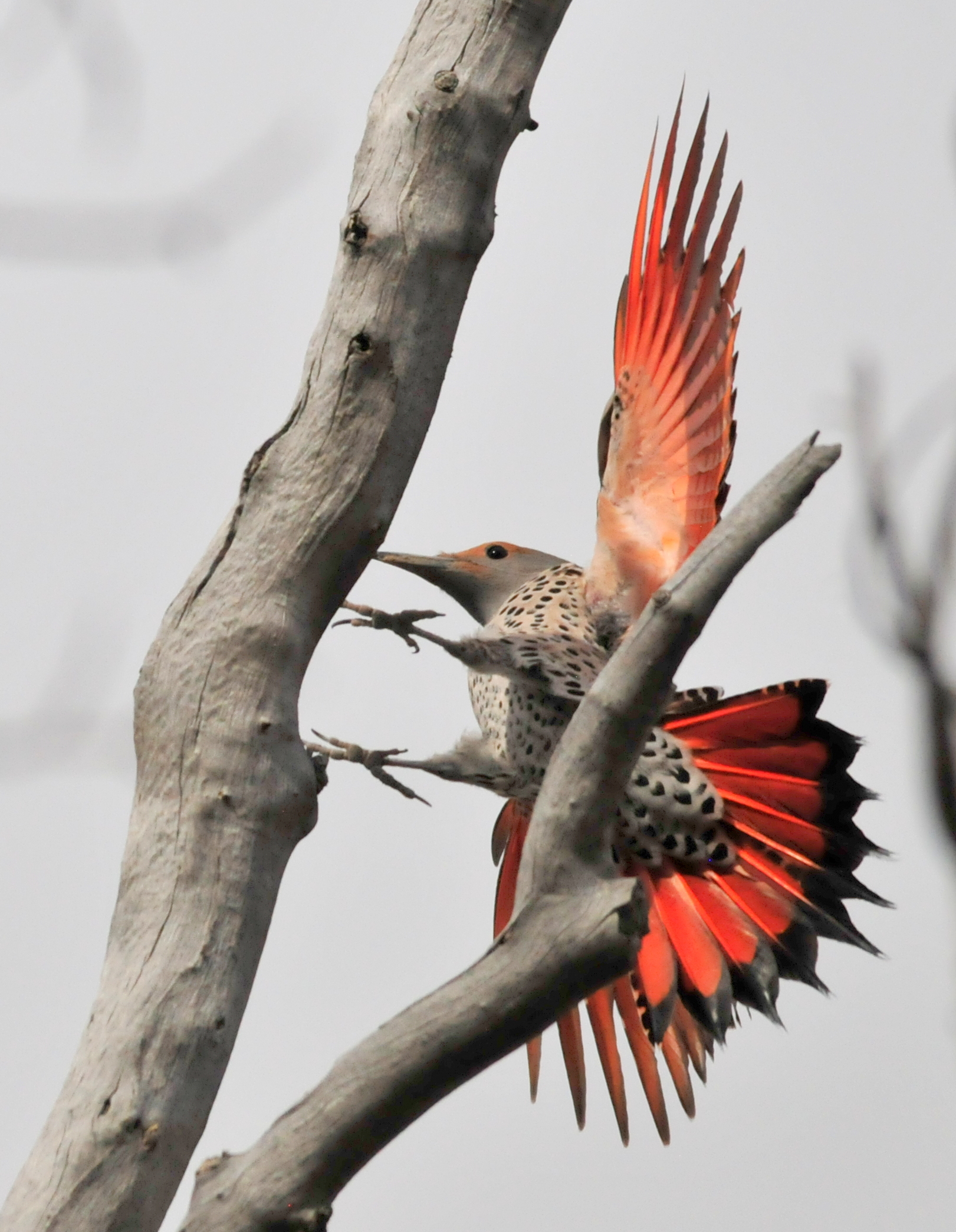
Dettaglio della colorazione rossa della parte inferiore delle ali e della coda

Il picchio dorato si nutre prevalentemente di formiche che cattura sondando il terreno con la lingua lunga e appiccicosa. Si è adattato ad alimentarsi a terra, e vi passa la maggior parte del tempo. La postura ricorda quella dei passeriformi, tuttavia la specie ha conservato il volo ondulato tipico dei picchi. Nidifica all'interno di cavità scavate nel tronco di alberi morti. 

## Distribuzione e habitat
L'areale è molto vasto e comprende la maggior parte del Nordamerica; si estende dall'Alaska fino al Nicaragua e ai Caraibi. Le popolazioni più settentrionali svernano nelle parti meridionali di questo areale, e ciò fa del picchio dorato un migratore parziale. La specie è tipica degli habitat boschivi.